# Copa del Món de ciclisme en pista de 1996
La Copa del Món de ciclisme en pista de 1996 va ser la 4a edició de la Copa del Món de ciclisme en pista. Es va celebrar l'abril al juny de 1996 amb la disputa de cinc proves.

## Proves
| Data       | Lloc          |
| ---------- | ------------- |
| abril 1996 | Cali          |
| abril 1996 | l'Havana      |
| maig 1996  | Atenes        |
| maig 1996  | Busto Garolfo |
| juny 1996  | Cottbus       |

## Resultats

### Masculins
| Event                 | Guanyador                                                                          | Segon                                                                        | Tercer                                                                       |
| Cali                  | Cali                                                                               | Cali                                                                         | Cali                                                                         |
| --------------------- | ---------------------------------------------------------------------------------- | ---------------------------------------------------------------------------- | ---------------------------------------------------------------------------- |
| Keirin                | Marty Nothstein (EUA)                                                              | Laurent Gané (FRA)                                                           | Federico Paris (ITA)                                                         |
| Quilòmetre            | José Manuel Moreno (ESP)                                                           | Graham Sharman (AUS)                                                         | Dimitrios Georgalis (GRE)                                                    |
| Velocitat             | Marty Nothstein (EUA)                                                              | Anthony Peden (AUS)                                                          | Sean Eadie (AUS)                                                             |
| Velocitat per equips  | Itàlia                                                                             | Grècia                                                                       | Rússia                                                                       |
| Persecució            | Juan Martínez Oliver (ESP)                                                         | Jérôme Neuville (FRA)                                                        | Walter Pérez (ARG)                                                           |
| Persecució per equips | Espanya · Adolfo Alperi · Joan Llaneras · Juan Martínez Oliver · Bernardo González | Argentina · Walter Pérez · Edgardo Simón · Gonzalo García · Gabriel Curuchet | Colòmbia · Jhon Freddy García · Yiovani López · Víctor Herrer · Marlon Pérez |
| Puntuació             | Joan Llaneras (ESP)                                                                | Juan Curuchet (ARG)                                                          | Marlon Pérez (COL)                                                           |
| Madison               | Argentina · Gabriel Curuchet · Juan Curuchet                                       | Suïssa · Hermann Gretener · Alexander Aeschbach                              | Països Baixos · Cornelius Post · Dirk-Jan van Hameren                        |
| l'Havana              |                                                                                    |                                                                              |                                                                              |
| Keirin                | Marty Nothstein (EUA)                                                              |                                                                              |                                                                              |
| Quilòmetre            | Graham Sharman (AUS)                                                               | Hervé Robert Thuet (FRA)                                                     | José Antonio Escuredo (ESP)                                                  |
| Velocitat             | Marty Nothstein (EUA)                                                              |                                                                              |                                                                              |
| Velocitat per equips  |                                                                                    |                                                                              |                                                                              |
| Persecució            | Juan Martínez Oliver (ESP)                                                         | Graham Obree (GBR)                                                           |                                                                              |
| Persecució per equips | Espanya · Joan Llaneras · Juan Martínez Oliver                                     | Argentina                                                                    | Estats Units                                                                 |
| Puntuació             | Joan Llaneras (ESP)                                                                | Wolfgang Kotzmann (AUT)                                                      |                                                                              |
| Madison               | Argentina · Gabriel Curuchet · Juan Curuchet                                       |                                                                              |                                                                              |
| Atenes                |                                                                                    |                                                                              |                                                                              |
| Keirin                |                                                                                    |                                                                              |                                                                              |
| Quilòmetre            | Sören Lausberg (GER)                                                               |                                                                              |                                                                              |
| Velocitat             | Curt Harnett (CAN)                                                                 | Eyk Pokorny (GER)                                                            | Pavel Buráň (CZE)                                                            |
| Velocitat per equips  |                                                                                    |                                                                              | Grècia · Dimitris Georgalis · Georgios Chimonetos · Lampros Vasilopoulos     |
| Persecució            | Heiko Szonn (GER)                                                                  |                                                                              |                                                                              |
| Persecució per equips | Alemanya                                                                           |                                                                              |                                                                              |
| Puntuació             | Joan Llaneras (ESP)                                                                | Bruno Risi (SUI)                                                             | Andreas Beikirch (GER)                                                       |
| Madison               |                                                                                    |                                                                              |                                                                              |
| Busto Garolfo         |                                                                                    |                                                                              |                                                                              |
| Keirin                | Marty Nothstein (EUA)                                                              |                                                                              |                                                                              |
| Quilòmetre            |                                                                                    |                                                                              |                                                                              |
| Velocitat             | Curt Harnett (CAN)                                                                 | Gary Neiwand (AUS)                                                           | Roberto Chiappa (ITA)                                                        |
| Velocitat per equips  |                                                                                    |                                                                              |                                                                              |
| Persecució            |                                                                                    |                                                                              |                                                                              |
| Persecució per equips | Rússia                                                                             | Espanya                                                                      | França                                                                       |
| Puntuació             |                                                                                    |                                                                              |                                                                              |
| Madison               |                                                                                    |                                                                              |                                                                              |
| Cottbus               |                                                                                    |                                                                              |                                                                              |
| Keirin                |                                                                                    |                                                                              |                                                                              |
| Quilòmetre            | Ainārs Ķiksis (LAT)                                                                | José Antonio Escuredo (ESP)                                                  | Michael Scheurer (GER)                                                       |
| Velocitat             | Bill Clay (EUA)                                                                    | Viesturs Berzins (LAT)                                                       |                                                                              |
| Velocitat per equips  |                                                                                    |                                                                              |                                                                              |
| Persecució            | Andrea Collinelli (ITA)                                                            | Jens Lehmann (GER)                                                           | Edouard Gritsoun (RUS)                                                       |
| Persecució per equips | Itàlia                                                                             | Alemanya                                                                     | Regne Unit · Chris Newton · Rob Hayles · Matt Illingworth · Bryan Steel      |
| Puntuació             | Bruno Risi (SUI)                                                                   | Joan Llaneras (ESP)                                                          | Marco Villa (ITA)                                                            |
| Madison               | Països Baixos · Peter Pieters · Cornelius Post                                     | Alemanya · Steffen Blochwitz · Carsten Wolf                                  | Austràlia · Scott McGrory · Matthew Allen                                    |

### Femenins
| Event                 | Guanyadora                     | Segona                         | Tercera                     |
| Cali                  | Cali                           | Cali                           | Cali                        |
| --------------------- | ------------------------------ | ------------------------------ | --------------------------- |
| 500 m. contrarellotge | Antonella Bellutti (ITA)       | Oksana Gríxina (RUS)           | Daniela Larreal (VEN)       |
| Velocitat             | Oksana Gríxina (RUS)           | Daniela Larreal (VEN)          | Galina Enioukhina (RUS)     |
| Persecució            | Antonella Bellutti (ITA)       | Yoanka González (CUB)          | Rasa Mažeikytė (LTU)        |
| Puntuació             | Belem Guerrero (MEX)           | Jessica Grieco (EUA)           | Daniela Larreal (VEN)       |
| l'Havana              |                                |                                |                             |
| 500 m. contrarellotge | Olga Sliússareva (RUS)         |                                |                             |
| Velocitat             | Olga Sliússareva (RUS)         |                                |                             |
| Persecució            |                                |                                |                             |
| Puntuació             |                                |                                |                             |
| Atenes                |                                |                                |                             |
| 500 m. contrarellotge | Félicia Ballanger (FRA)        | Oksana Gríxina (RUS)           | Annett Neumann (GER)        |
| Velocitat             | Félicia Ballanger (FRA)        | Oksana Gríxina (RUS)           | Annett Neumann (GER)        |
| Persecució            | Antonella Bellutti (ITA)       | Judith Arndt (GER)             | Yvonne McGregor (GBR)       |
| Puntuació             | Nathalie Lancien-Even (FRA)    | Zulfià Zabírova (KAZ)          | Maureen Kaila Vergara (ESA) |
| Busto Garolfo         |                                |                                |                             |
| 500 m. contrarellotge |                                |                                |                             |
| Velocitat             | Félicia Ballanger (FRA)        | Michelle Ferris (AUS)          | Oksana Gríxina (RUS)        |
| Persecució            | Marion Clignet (FRA)           | Antonella Bellutti (ITA)       | Lucy Tyler-Sharman (EUA)    |
| Puntuació             |                                |                                |                             |
| Cottbus               |                                |                                |                             |
| 500 m. contrarellotge | Félicia Ballanger (FRA)        | Oksana Gríxina (RUS)           | Kathrin Freitag (GER)       |
| Velocitat             | Félicia Ballanger (FRA)        | Oksana Gríxina (RUS)           | Kathrin Freitag (GER)       |
| Persecució            | Jeannie Quigley-Eickhoff (EUA) | Rasa Mažeikytė (LTU)           | Yoanka González (CUB)       |
| Puntuació             | Nathalie Lancien-Even (FRA)    | Jeannie Quigley-Eickhoff (EUA) | Rita Razmaitė (LTU)         |

## Classificació
| Rang | País   | Total |
| ---- | ------ | ----- |
| 1    | França |       |